# هولغر نيلسن
هولغر نيلسن (بالدنماركية: Holger Louis Nielsen)‏ هو لاعب رماية دنماركي، ولد في 18 ديسمبر 1866، في كوبنهاغن في الدنمارك، وتوفي في 26 يناير 1955، في هليرب ‏ في الدنمارك.

## وصلات خارجية
- هولغر نيلسن على موقع اللجنة الأولمبية الدولية (الإنجليزية)
- هولغر نيلسن على موقع أوليمبيديا (الإنجليزية)